# Perserajuk
Perserajuk är ett berg i Grönland (Kungariket Danmark).   Det ligger i kommunen Qaasuitsup, i den sydvästra delen av Grönland, 600 km norr om huvudstaden Nuuk. Toppen på Perserajuk är 523 meter över havet.
Terrängen runt Perserajuk är huvudsakligen kuperad.  Trakten runt Perserajuk är nära nog obefolkad, med mindre än två invånare per kvadratkilometer. Närmaste större samhälle är Ilulissat, 19,2 km sydväst om Perserajuk. Trakten runt Perserajuk består i huvudsak av gräsmarker.